# Neodora costinotata
Neodora costinotata là một loài bướm đêm trong họ Geometridae.